# Dunkler Alpenbläuling

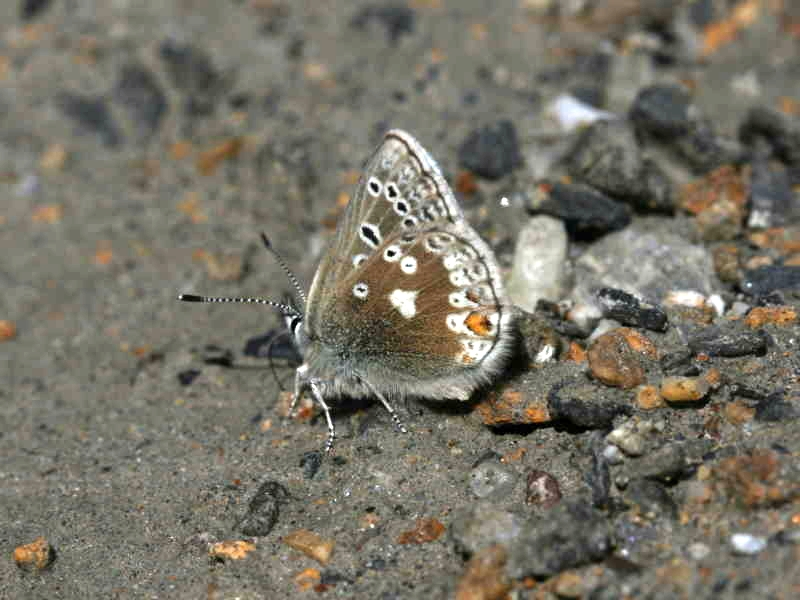
Flügelunterseite

Der Dunkle Alpenbläuling (Agriades glandon, Syn.: Plebejus glandon, häufig fälschlich auch Plebeius glandon geschrieben) ist ein Schmetterling (Tagfalter) aus der Familie der Bläulinge (Lycaenidae).

## Merkmale

### Falter
Die Falter erreichen eine Flügelspannweite von etwa 21 bis 25 Millimetern. Die Flügeloberseiten sind bei den Männchen silberblau gefärbt und werden zu den Rändern hin zunehmend braun. Bei den Weibchen herrschen fast einfarbig braune Tönungen mit leicht bläulicher Bestäubung in der Basalregion vor. Die Ausdehnung der Verdunkelung der Oberseite nimmt in höheren Gebirgslagen zu. Sämtliche Flügel haben in der Regel kleine, dunkle Diskalflecke, die manchmal weiß umringt sind. Beide Geschlechter zeigen weiß umrandete schwarze Punkte auf der ansonsten blass graubraunen Flügelunterseite der Vorderflügel, während die Unterseite der Hinterflügel auffällige weiße Flecke und gelegentlich orange farbige Punkte auf der graubraunen Flügelunterseite erkennen lässt. Trotz einer großen, geographisch bedingten Variabilität in der Zeichnung der Flügelunterseiten ist die Art gut von anderen Bläulingsarten zu unterscheiden.

### Raupe, Puppe
Die erwachsenen Raupen sind von kräftiger grüner Farbe und zeigen eine kurze, dichte, schwarze Behaarung.  Auf dem Rücken befindet sich eine Kette roter Flecke. Außerdem besitzen sie an den Seiten dunkle Querstriche sowie rot/weiß geteilte Seitenstreifen. Die Puppe ist graubraun bis gelbbraun gefärbt, hat helle Segmenteinschnitte und graubraune Flügelscheiden.

## Vorkommen
Der Dunkle Alpenbläuling kommt in bergigen Gebieten der Sierra Nevada, der Pyrenäen, der Alpen, außerdem im Norden Fennoskandinaviens sowie in arktischen Regionen des Ural, Sibiriens, Asiens und Nordamerikas vor.  Die Höhenverbreitung umfasst z. B. 2500 bis 3000 Meter in der Sierra Nevada, 1800 bis 2700 Meter in den Alpen sowie 50 bis 900 Meter in Finnland. Bevorzugter Lebensraum sind Kurzgrasflächen auf felsigem Untergrund sowie Geröllhalden mit spärlichem Bewuchs.

## Lebensweise
Die Falter erscheinen in einer Generation von Juni bis August. Sie fliegen in niedrigem, schnellem Flug über karge, vegetationsarme Flächen bis zur Schneegrenze und nehmen gelegentlich Flüssigkeit an Feuchtstellen auf. Die Raupen ernähren sich regional unterschiedlich. Zu den Hauptfutterpflanzen zählen:
- Goldprimel (Androsace vitaliana)
- Stumpfblatt-Mannsschild (Androsace obtusifolia)
- Bewimperter Mannsschild (Androsace chamaejasme)
- Fetthennen-Steinbrech (Saxifraga aizoides)
- Gegenblättriger Steinbrech (Saxifraga oppositifolia)

Junge Raupen minieren in den fleischigen Blättern der Futterpflanzen und überwintern klein. Nach der Überwinterung fressen sie an Blüten, Früchten und Blättern. Tagsüber halten sie sich unter Steinen versteckt auf. Dort erfolgt auch die Verpuppung.

## Gefährdung und Schutz
In Deutschland kommt die Art nur in den bayerischen Alpen vor und wird auf der Roten Liste gefährdeter Arten in Kategorie R (Art mit geographischer Restriktion) klassifiziert ist.